# 수은주 밀리미터

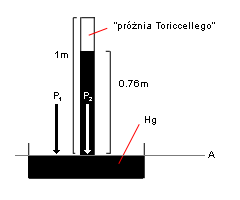
토리첼리의 실험의 개략도로, 에반젤리스타 토리첼리는 이 실험에서 수은의 높이가 어떠한 경우에도 760 mm로 유지된다는 것을 알아냈다.

수은주 밀리미터(水銀柱 밀리미터, 영어: millimeter of mercury)는 압력의 단위로, 1 밀리미터짜리 수은 기둥이 가하는 압력으로 정의된다. 수은주 밀리미터의 단위는 mmHg이며, 1 mmHg는 133.322387415 파스칼과 같다.
수은주 밀리미터는 국제단위계의 단위는 아니지만, 의학이나 기상학 등 다양한 분야에 아직도 사용되고 있다.
1 수은주 밀리미터는 1 토르와 거의 같으며, 둘 모두 1 기압의 ⁠1/760⁠이다. 수은주 밀리미터와 토르는 완벽하게 같지는 않지만, 둘 사이의 차이가 0.000 015 %로 매우 작기 때문에 일상생활에서는 무시한다.

## 정의 및 역사
1643년 에반젤리스타 토리첼리는 원기둥 모양 관에 수은을 가득 채운 다음 거꾸로 엎어보았는데, 수은 기둥의 높이가 항상 바뀌지 않음을 발견하였다. 이를 토리첼리의 실험이라고 하며, 이 때 수은의 기둥이 올라간 높이가 바로 76 cm였기 때문에 기압을 760 mmHg로 표기하게 되었다. 따라서 수은주 밀리미터는 역사상 최초로 사용되었던 기압의 단위였으나, 현재는 수은이 중독의 위험성이 있고 수은이 해당 지역의 온도와 중력에 아주 민감하게 반응하여 값이 바뀌기 때문에 널리 사용되지 않는다.
실제 수은을 측정한 값에서 높이에 따른 수은의 차이를 없애기 위해 해당 지역의 중력 가속도를 곱해주면 어디서나 동일한 기본 단위로 변환할 수 있다. 수은의 밀도가 온도와 중력에 따라 달라지기 때문에, 측정지에 따라 값이 많이 달라지지만 두 변수를 적절히 통제하면 일정한 값을 얻을 수 있다. 현재 "수은주 밀리미터"는 정확히 수은의 밀도가  13595.1 kg/m3일 때, 중력 가속도가 9.80665 m/s2일 때로 정의되어 있다. 밀도의 값은 0℃에서의 수은의 밀도이고, 중력 가속도는 표준중력의 값이다.

### 토르 단위와의 관계
토르와 수은주 밀리미터의 차이는 약 7백만 분의 1로, 현대에도 간혹 둘 사이의 차이를 무시하기도 한다.

## 활용
기상학에서는 원래 기압을 나타낼 때 수은주 밀리미터를 사용했지만, 현재는 대부분 킬로파스칼을 사용한다. 의학에서는 혈압이나 안압 등을 측정할 때 압력의 기본 단위를 수은주 밀리미터로 사용하고 있다.

## 단위 변환
| v • d • e • h | 파스칼 (Pa) | 바 (bar)      | 공학 기압 (at) | 기압 (atm)  | 토르 (Torr)        | 제곱 인치 당 파운드 (psi) |
| ------------- | ----------- | ------------- | -------------- | ----------- | ------------------ | ------------------------- |
| 1 Pa          | ≡ 1 N/m2    | 10−5          | 1.0197×10−5    | 9.8692×10−6 | 7.5006×10−3        | 145.04×10−6               |
| 1 bar         | 100,000     | ≡ 106 dyn/cm2 | 1.0197         | 0.98692     | 750.06             | 14.504                    |
| 1 at          | 98,066.5    | 0.980665      | ≡ 1 kgf/cm2    | 0.96784     | 735.56             | 14.223                    |
| 1 atm         | 101,325     | 1.01325       | 1.0332         | ≡ 1 atm     | 760                | 14.696                    |
| 1 Torr        | 133.322     | 1.3332×10−3   | 1.3595×10−3    | 1.3158×10−3 | ≡ 1 Torr; ≈ 1 mmHg | 19.337×10−3               |
| 1 psi         | 6,894.76    | 68.948×10−3   | 70.307×10−3    | 68.046×10−3 | 51.715             | ≡ 1 lbf/in2               |

## 같이 보기
- 수은주 인치
- 수은주 미터
- 토르 (단위)
- 제곱 인치 당 파운드